# Wappesicus wappesi
Wappesicus wappesi – gatunek chrząszcza z rodziny kózkowatych i podrodziny zgrzypikowych. Jedyny przedstawiciel rodzaju Wappesicus.

## Zasięg występowania
Ameryka Południowa, występuje w Boliwijskim departamencie Santa Cruz.